# The Cheviot
The Cheviot är ett berg i Storbritannien.   Det ligger i grevskapet och kommunen Northumberland i riksdelen England, i den centrala delen av landet, 500 km norr om huvudstaden London. Toppen på The Cheviot är 816 meter över havet. The Cheviot ingår i The Cheviot Hills.
Terrängen runt The Cheviot är huvudsakligen lite kuperad. The Cheviot är den högsta punkten i trakten. Runt The Cheviot är det ganska glesbefolkat, med 27 invånare per kvadratkilometer. Närmaste större samhälle är Wooler, 11,4 km nordost om The Cheviot. Trakten runt The Cheviot består i huvudsak av gräsmarker.